# Elbicherode (Wüstung)
Die Wüstung Elbicherode befindet sich in der Gemarkung der Stadt und Landgemeinde Dingelstädt im Landkreis Eichsfeld in Thüringen.

## Lage
Der ehemalige Ort befand sich etwa einen Kilometer südöstlich von Hüpstedt auf dem Dünplateau am östlichen Rand des Eichsfeldes. Auf einer Höhenlage von etwa 440 m Höhe standen dem Ort keine Quelle oder Bachläufe zur Verfügung, lediglich Brunnen und einige Trockengräben führten Wasser. Südlich und östlich verläuft der Mühlhäuser Landgraben. Eine weitere vermutete Siedlungsstelle befindet sich auf dem Weg zwischen Hüpstedt und Elbicherode.

## Schreibweisen
Eine Verwechslung mit den in unmittelbarer Nachbarschaft in Sollstedt befindlichen Wüstungsorten Elcherode und Schalcherode ist auf Grund der in den Urkunden ähnlichen Schreibweisen und der damaligen Besitzverhältnisse nicht immer auszuschließen. In den Urkunden finden sich jeweils vielfältige Schreibweisen, eine genaue Zuordnung ist nicht immer sicher möglich. Inwieweit diese Orte in Beziehung standen, ist nicht geklärt, der die Gegend auf dem Dün trennende Landgraben wurde erst im 14. Jahrhundert errichtet. Hier eine Auswahl von weiteren Schreibweisen: Ebelrode, Eichelrode, Ebrolderode, Ebelrolderode, Elbericherode.

## Geschichte der Siedlung
Der Ort wird häufig im Zusammenhang mit dem nordwestlich von Hüpstedt befindlichen Kloster Reifenstein erwähnt. Mitglieder verschiedener Adelsfamilien übertrugen dem Kloster Land, Güter und Rechte in dem Ort:  
- 1260 Vogt von Ammern
- 1266 Hermann von Hagen mit den Söhnen seines Bruders verkauft sein Gut (oder das Dorf?), das er von Heinrich, Markgraf zu Meißen, zu Lehen trug und Markgraf Heinrich von Meißen übergibt im gleichen Jahr das Dorf Elbicherode mit der Kapelle
- 1307 Conrad Wolf aus Kefferhausen entsagt 4 Hufen Landes.

Im Jahre 1268 gestattet der Mainzer Erzbischof dem Abt des Klosters die Wiederherstellung der Kirche in Elbericherode und die Einsetzung eines Priesters.  Das Kloster Reifenstein und die Brüder des Ordens des hl. Lazarus in Breitenbich tauschen 1278 Güter im Ort. 1567 ist die „villa Albicherode“ vom Kloster Reifenstein an Thomas Thonhos verkauft worden (es ist aber nicht sicher, ob dabei dieser Ort gemeint ist). 
Wann das Dorf verlassen wurde, ist nicht bekannt, vermutlich um das Jahr 1400. 1573 bitten die Bewohner von Hüpstedt den Christoph von Hagen, einhundert Acker in dieser Flur urbar machen zu dürfen. Zwischen 1979 und 1987 wurden im Bereich der Wüstung zahlreiche Bodenfunde aus dem hohen bis späten Mittelalter und der frühen Neuzeit geborgen, die im Heimatmuseum Mühlhausen lagern.